# Raionul Horoșiv, Jîtomîr
Horoșiv (în ucraineană Хорошівський район, transliterat: Horoshiv raion) este un raion în regiunea Jîtomîr, Ucraina. Reședința sa este așezarea de tip urban Horoșiv.

## Demografie
Componența lingvistică a raionului Horoșiv
     Ucraineană (96,23%)
     Rusă (3,49%)
     Alte limbi (0,16%)
Conform recensământului din 2001, majoritatea populației raionului Horoșiv era vorbitoare de ucraineană (96,23%), existând în minoritate și vorbitori de rusă (3,49%).